# 圣弗龙特
圣弗龙特（義大利語：Sanfront），是意大利库内奥省的一个市镇。总面积39平方公里，人口2621人，人口密度67.2人/平方公里（2009年）。ISTAT代码为004209。